# Вулькау
Вулькау (нем. Wulkau) — община в Германии, в земле Саксония-Анхальт. 
Входит в состав района Штендаль. Подчиняется управлению Эльбе-Хафель-Ланд.  Население составляет 450 человек (на 31 декабря 2006 года). Занимает площадь 15,71 км².